# Заозерский, Николай Александрович
Николай Александрович Заозерский (Заозёрский) (12 [24] апреля 1851, Угличский уезд, Ярославская губерния — 2 июля 1919, Угличский уезд, Ярославская губерния) — русский правовед, специалист по церковному праву.

## Биография
Родился 12 (24) апреля 1851 года в Угличском уезде Ярославской губернии (ныне Большесельский район Ярославской области) в селе Новолеонтьевском на Юхти, в семье священника церкви Леонтия, епископа Ростовского.
Окончил Ярославское духовное училище (1866), Ярославскую духовную семинарию (1872) и Московскую духовную академию (1876) — первый магистрант практического отделения. Преподавал в Костромской семинарии словесность, историю, литературу и логику. Подготовил магистерскую диссертацию «Церковный суд в первые века христианства» (1878), обратившую на себя внимание как духовных, так и светских специалистов; 29 сентября 1878 года был удостоен степени магистра богословия (утвержден 9.10.1878) и определён преподавателем Московской духовной академии — с 10 ноября 1878 года был доцентом академии по кафедре церковного права, с апреля 1895 года экстраординарный профессор, с августа 1895 года — ординарный профессор (докторская диссертация — «О церковной власти. Основоположения, характер и способы применения церковной власти в различных формах устройства церкви по учению православно-канонического права»), с декабря 1903 года — заслуженный профессор, член Правления — с 1911 года, почётный член — с 1911 года.
С 6 мая 1903 года — действительный статский советник. Был награждён орденами Св. Владимира 4-й ст. (1906), Св. Анны 2-й ст. (1899), Св. Станислава 2-й ст. (1882)
В 1905—1907 годах был председателем Совета братства преподобного Сергия. В 1906—1907 годах принял активное участие в работе Предсоборного присутствия — созданной при Синоде комиссии по проведению так и не состоявшегося Поместного собора. В 1909—1912 годах — редактор журнала «Богословский вестник».
Преподавательскую деятельность окончил в 1911 году. В 1912 году он выдвигался кандидатом в члены 4-й Государственной думы, участвовал в I-м Всероссийском съезде единоверцев.
В 1915 году был почётным старшиной Юхотского сиротского детского приюта в селе Новом.
Умер 2 июля 1919 года на родине, в Угличском уезде.

## Труды
В сентябре 1883 года он был удостоен золотой Уваровской медали за рецензию на сочинение священника А. Серафимова (впоследствии епископ Астраханский и Енотаевский Сергий) «Правила и практика относительно присоединения к Православию неправославных христиан» (Кострома, 1882); в апреле 1892 года удостоен Макариевской премии.
Помимо диссертаций были напечатаны его сочинения:
- «Историческое обозрение источников права православной церкви» (Вып. I. — М., 1891)
- «О священной и правительственной власти и о формах устройства православной церкви» (М., 1891)
- «О диаконах» (Сергиев Посад, 1892)
- «Что такое раскольничий брак» (Сергиев Посад, 1895)
- «Отношение св. православной церкви к миру и войне по учению её канонического права» (Сергиев Посад, 1896)
- «Государство, церковь и народ» (Сергиев Посад, 1896)
- «Духовное лицо в звании третейского судьи» (Сергиев Посад, 1899)
- «На чём основывается церковная юрисдикция в брачных делах?» (Сергиев Посад, 1902)
- «Номоканон Иоанна Постника в его редакциях грузинской, греческой и славянской» (1902)
- «О средствах усиления власти нашего высшего церковного управления» (Сергиев Посад, 1903)
- «О сущности церковного права» (Сергиев Посад, 1911)
- «Что есть православный приход, и чем он должен быть»(Сергиев Посад, 1912)

Н. А. Заозерский выступал против «теории бесправной Церкви» лейпцигского профессора Р. Зома, утверждавшего, что идея права «несвойственна природе Церкви». Заозерский указывал на наличие юридического фактора в жизни церкви как социального института: «Природе Церкви Христовой не только не противна природа права, а, наоборот, в божественном праве Церкви находит себе усовершенствование право человеческое. Улучшение правосознания человеческого есть одно из призваний Церкви».
Наиболее совершенной ему представлялась соборно-патриаршая церковно-государственная система, основанная на сочетании принципа соборности и патриаршего возглавления. Заозерский был убеждён в необходимости привлечения мирян к делам церковного администрирования и суда и проявил себя как активный сторонник скорейшего созыва Поместного Собора с целью определения канонических принципов церковного устройства, водворения в церковном управлении «определенности и принципиально правовой устойчивости». По его мнению, идея соборности состоит не в преобладании большинства, а в полном внутреннем единении — не только всех епископов, но вообще всех членов Церкви. Русская Церковь, по мнению Заозерского, должна была состоять из обществ, действующих автономно, но сплочённых внутренне «единством веросознания» и юридической связью их «властных представителей» на разных уровнях: в виде поместного Собора и Патриаршего Синода, митрополичьего Собора и Синода, епархиального Собора и совета, уездного епископа и совета при нём, приходского собрания и приходского совета.
Отношения церкви и государства он рассматривал как союзнические и полагал правильным чётко разделить сфер компетенции. Он осуждал вмешательство государства в кадровую политику церкви, поскольку она является автономной внеполитической и вненациональной общностью.
В области семейного права Заозерский призывал считать брак не исключительно церковным, но как церковно-гражданский институт. Однако указывал, что гражданский брак «всегда ниже» церковного, но «может быть оправдываем социально-политическими причинами». Он считал, что церковь обязана «воспитывать и всеместно поддерживать идеальную высоту брака в сознании и жизни своих членов», а государство — помогать личности и семье там, где «под видом супружеских отношений гнездится насилие над личностью», а также в случае, если брачные отношения уже разрушены de facto, именно для ограждения высокого достоинства таинства и исчезновения фиктивных браков. Ему самому пришлось столкнуться с трудностями в сфере брачного законодательства, при разводе (с 1886 года он был женат на дочери священника церкви Сергия Радонежского в Рогожской слободе, Марии Симеоновне Поспеловой) и вступлении в повторный брак в 1909 году. Вторая жена Заозёрского — Лидия Николаевна Соколова — дочь профессора Н. К. Соколова.